# Justin Wilson (béisbol)
Justin James Wilson (nacido el 18 de agosto de 1987) es un lanzador de béisbol profesional estadounidense de los Rojos de Cincinnati de la Major League Baseball (MLB). Anteriormente jugó en la MLB para los Piratas de Pittsburgh, los Yankees de Nueva York, los Tigres de Detroit, los Cachorros de Chicago y los Mets de Nueva York . Antes de su carrera profesional, Wilson jugó béisbol universitario para los Fresto State Bulldogs donde fue miembro y campeones de la Serie Mundial Universitaria de 2008 .

## Bachillerato y carrera universitaria
Wilson asistió a la escuela secundaria Buchanan en Clovis, California . Después de la escuela secundaria, los Dodgers de Los Ángeles seleccionaron a Wilson en la ronda 37 (1126 en general) del Draft de las Grandes Ligas de Béisbol de 2005, pero no firmó, optando por inscribirse en la Universidad Estatal de Fresno, donde jugó béisbol universitario para el equipo de los Fresno State Bulldogs  . En su temporada júnior, Wilson fue incluido en el Equipo de Torneos de la Serie Mundial Universitaria, siendo ganador en 2008

## Carrera profesional

### Piratas de Pittsburgh
Después de su temporada júnior en Fresno State, los Piratas reclutaron a Wilson en la quinta ronda (144 en general) del Draft de las Grandes Ligas de Béisbol de 2008, y firmó con los Piratas.
En 2009, jugó para los Lynchburg Hillcats . En 2010, jugó para Altoona Curve. Y en 2011, jugó para los Indios de Indianápolis. Los Piratas lo agregaron a su roster de 40 después de la temporada 2011 para protegerlo de la Regla 5 del draft .

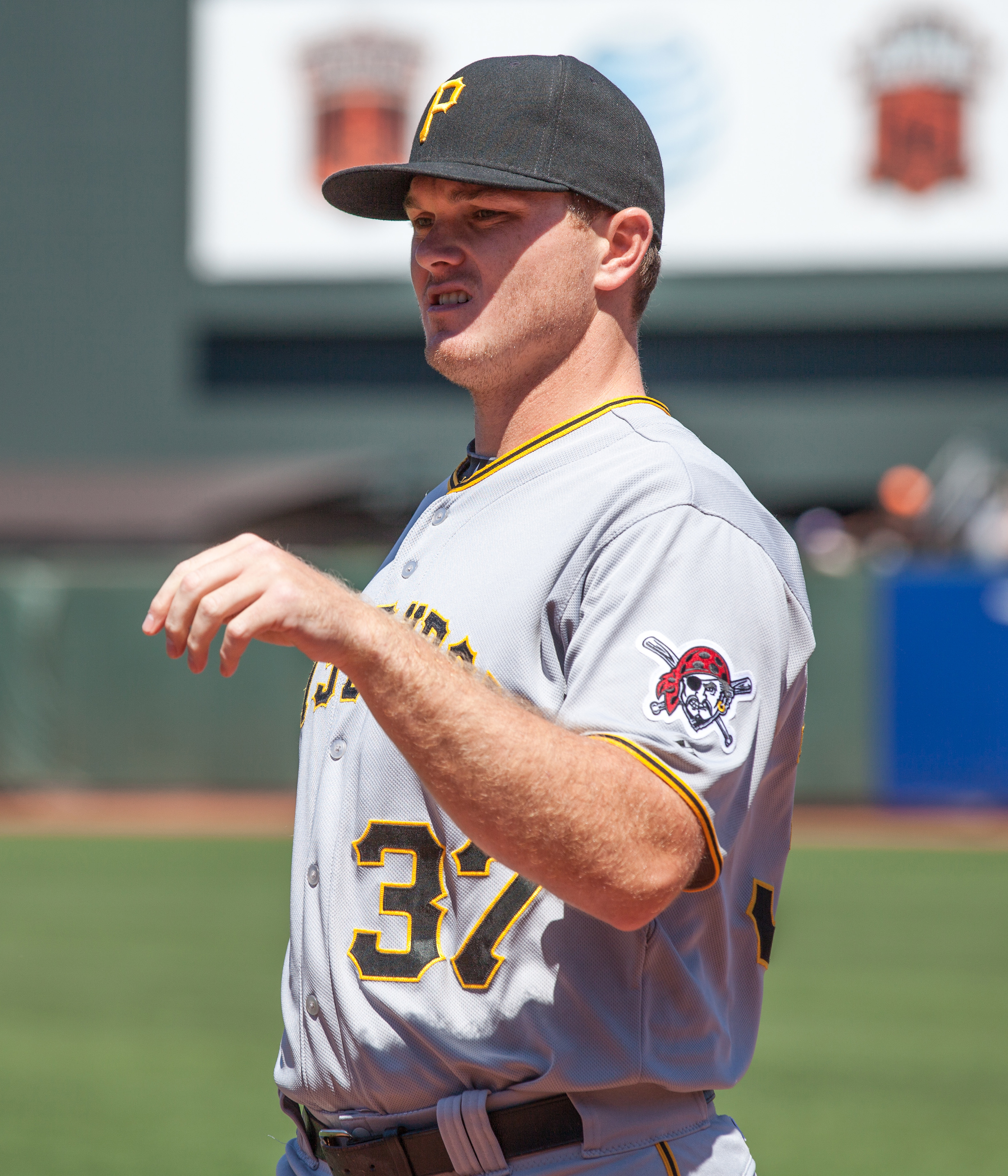
Wilson con los Piratas de Pittsburgh en 2014

El 29 de abril de 2012, lanzando para los Indios de Indianápolis contra los Bulls de Durham, Wilson lanzó el primer 7 1⁄3 entradas de un juego sin hits combinado, rematado por Jumbo Diaz y Doug Slaten . "Fue bastante impresionante", dijo Wilson después del partido. “Genial que Jumbo y Doug entren y no ceda un hit. Gran defensa por todos lados. Excelente jugada para terminar el juego, fue una jugada increíble. Y luego José Morales detrás del plato estuvo excepcional esta noche”. Al salir del juego con un juego sin hits, Wilson dijo: "Fue difícil, pero tienes que confiar en tu manager". “Estaba tomando la decisión sobre lo que pensaba, lo cual estaba totalmente de acuerdo conmigo. Totalmente comprensible. Lo respeto y entiendo lo que estaba haciendo”. Con dos outs en la novena entrada, Reid Brignac envió un swing de control lento y rodante a la segunda base, luego Anderson Hernández se adelantó, entregó la pelota con las manos desnudas e hizo el flip a la primera base para completar el juego sin hits. El 9 de agosto de 2012, lanzando para los Indios de Indianápolis, Wilson lanzó su segundo juego sin hits de la temporada 2012, un juego sin hits de ocho entradas contra los Charlotte Knights (la lluvia terminó el juego en la octava entrada). Wilson fue ascendido a los Piratas de Pittsburgh el 20 de agosto de 2012. Wilson hizo su debut en las Grandes Ligas el mismo día, lanzando una entrada en blanco, con tres ponches.
Wilson tuvo un récord de 6-1 en victorias y derrotas con un promedio de carreras limpias (ERA) de 2.08 para los Pirates en 2013. Tuvo un récord de 3-4 con una efectividad de 4.20 en 2014.

### Yankees de Nueva York

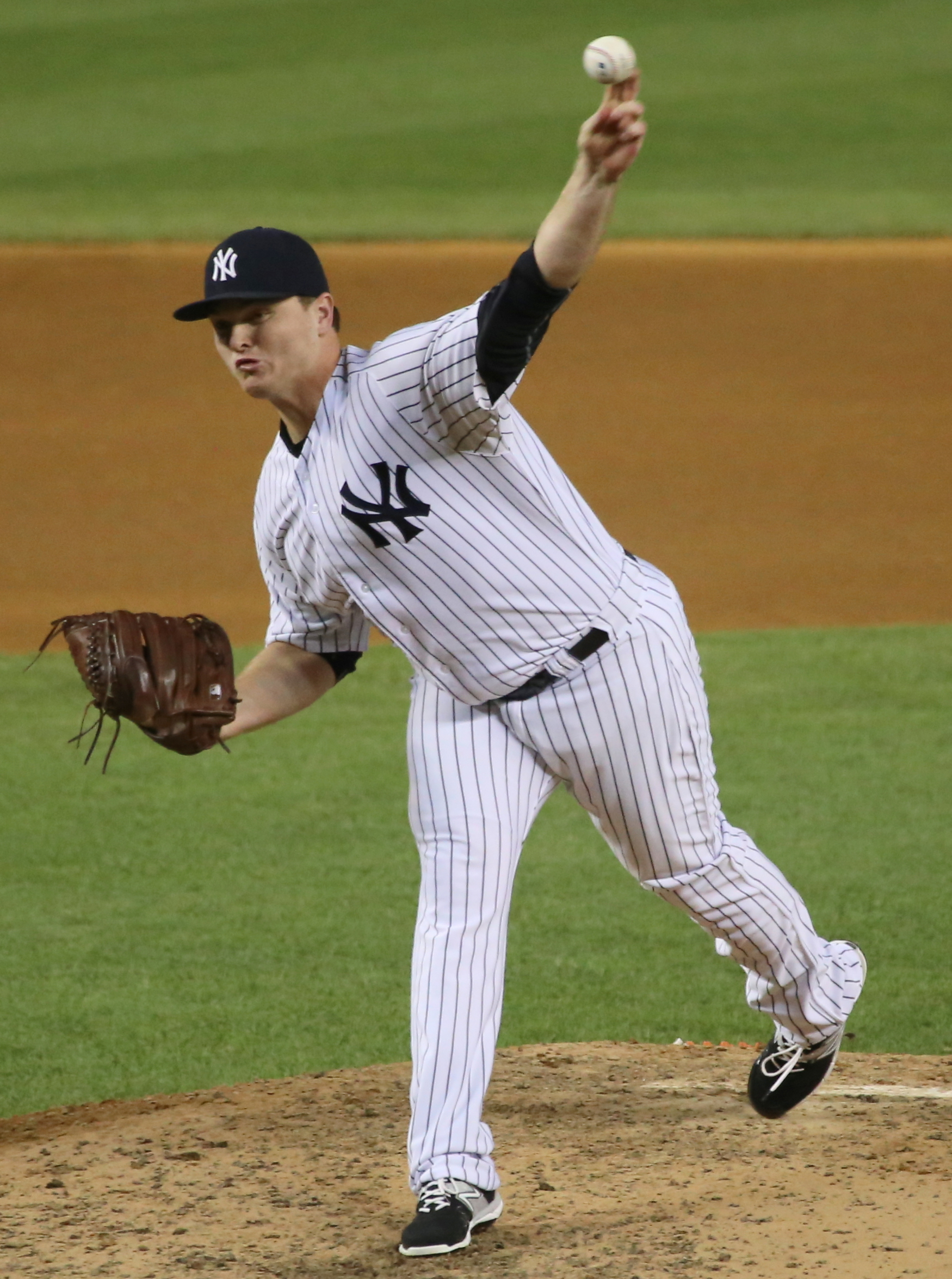
Wilson lanzando para los Yankees de Nueva York en 2015

El 12 de noviembre de 2014, los Piratas cambiaron a Wilson a los Yankees de Nueva York a cambio de Francisco Cervelli . Durante la temporada 2015, el mánager de los Yankees, Joe Girardi, usó a Wilson como su lanzador preparador para la séptima entrada, con Dellin Betances y Andrew Miller lanzando la octava y novena entrada, respectivamente. Wilson tuvo una efectividad de 3.10 en 61 entradas lanzadas en 2015.

### Tigres de Detroit
El 9 de diciembre de 2015, los Yankees cambiaron a Wilson a los Tigres de Detroit a cambio de Chad Green y Luis Cessa . El 13 de enero de 2016, los Tigres evitaron el arbitraje con Wilson y acordaron un contrato por un año y 1.525 millones. Durante la temporada 2016, Wilson registró un récord de 4-5 y una efectividad de 4.14 con 65 ponches en 58 2⁄3 entradas lanzadas. Su tasa de ponches fue de 10.0 por 9 entradas que fue la más alta de su carrera.
El 13 de enero de 2017, los Tigres evitaron el arbitraje con Wilson y acordaron un contrato de un año y 2,7 millones.
Wilson comenzó la temporada 2017 sin permitir hits ni carreras en sus primeras 11 apariciones (cubriendo 9 2⁄3 entradas). La racha terminó el 29 de abril, cuando Melky Cabrera de los Medias Blancas de Chicago abrió la décima entrada con un jonrón ante Wilson. El 9 de mayo de 2017, el mánager Brad Ausmus declaró que Wilson sería el cerrador del equipo, después de que el cerrador titular Francisco Rodríguez desperdiciara su cuarto salvamento de la joven temporada.

### Cachorros de Chicago
El 31 de julio de 2017, Wilson y el receptor Alex Avila fueron cambiados a los Cachorros de Chicago a cambio del jugador de cuadro Jeimer Candelario, el campocorto Isaac Paredes y un jugador que se nombrará más adelante o consideraciones en efectivo. Wilson tuvo problemas con los Cachorros, lanzando con efectividad de 5.09 y WHIP de 2.09 en 23 juegos, mientras caminaba a 19 bateadores en 17 2⁄3 entradas. Sus totales completos de la temporada 2017 incluyeron un récord de 4-4, 13 salvamentos (todos con Detroit), 3.41 de efectividad, 1.29 de WHIP y 80 ponches en 58 entradas.
El 12 de enero de 2018, Wilson firmó un contrato de un año y 4,25 millones para permanecer con los Cachorros, evitando el arbitraje. Se convirtió en agente libre después de la temporada.

### Mets de Nueva York
El 28 de enero de 2019, Wilson firmó un contrato de 10 millones por dos años con los Mets de Nueva York . Wilson hizo 45 apariciones para los Mets en 2019, lanzando a una efectividad de 2.54 con 44 ponches en 39.0 entradas lanzadas. En la temporada 2020 acortada de 60 juegos, Wilson apareció en 23 juegos para el club, lanzando con una efectividad de 3.66 con 23 ponches en 19.2 entradas lanzadas.

### Segunda etapa con los Yankees de Nueva York
El 23 de febrero de 2021, Wilson firmaria un contrato de un año con los Yankees de Nueva York .
En 21 apariciones para los Yankees, Wilson tuvo un récord de 1-1 con efectividad de 7.50 y 15 ponches.

### Rojos de Cincinnati
El 28 de julio de 2021, Wilson fue traspasado a los Rojos de Cincinnati junto con Luis Cessa a cambio de Jason Parker. El 27 de abril de 2022, Wilson fue colocado en IL de 10 días retroactivo al 24 de abril con dolor en el codo. El 27 de mayo, fue transferido a IL de 60 días y se sometió a una cirugía Tommy John el 3 de junio con un tiempo de recuperación esperado de 14 a 16 meses.

## estilo de lanzamiento
Wilson lanza bolas rápidas duras de cuatro costuras y dos costuras que promedian 95–96 MPH. También lanza una bola rápida cortada en el rango de 90 a 94 MPH. Su principal lanzamiento fuera de velocidad es una bola curva que promedia 83–87 MPH.